# Epipremnum aureum
Scindapsus aureus
Pour les articles homonymes, voir Pothos (homonymie).
Espèce
Synonymes
D’après l’INPN
- Epipremnum pinnatum 'Aureum' Nicolson, 1978
- Pothos aureus Linden & André, 1880
- Scindapsus aureus (Linden & André) Engl., 1908
- Rhaphidophora aurea (Linden & André) Birdsey, 1963

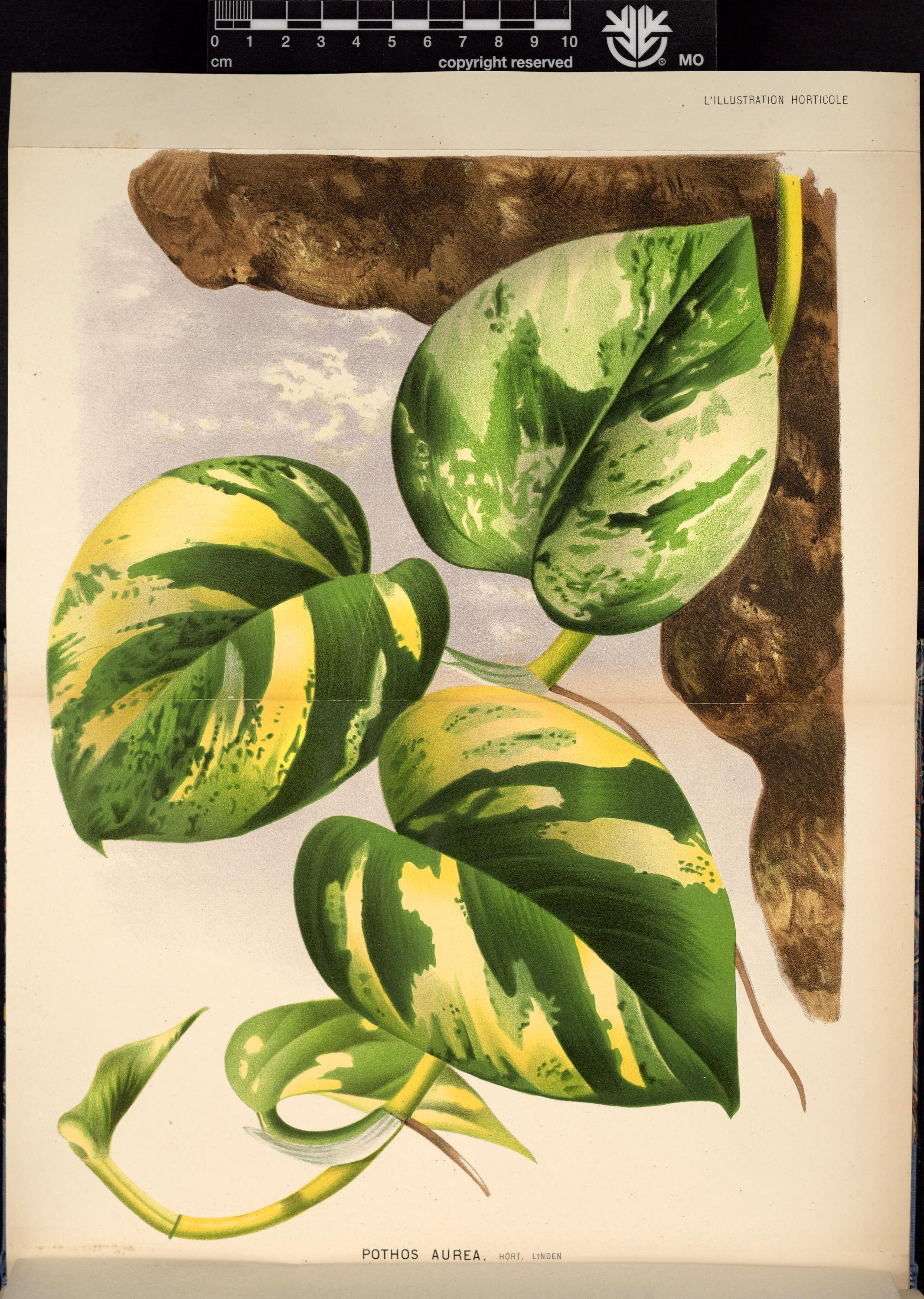
Pothos aurea, planche originale de Linden et André (1880).

Epipremnum aureum, ou Pothos ou Scindapsus doré, est une espèce de plantes à fleurs de la famille des Aracées, originaire de Moorea en Polynésie française. À l’état sauvage, le pothos est une plante grimpante, sempervirente qui s’accroche aux troncs d’arbre et aux rochers au moyen de racines aériennes. C'est par ailleurs une plante largement cultivée comme plante d'intérieur. 
Il s'agit d'une plante épiphyte qui dans la nature, en zone tropicale humide, peut pousser jusqu'à  20 m de hauteur en s'enroulant et s'accrochant par des racines aériennes aux branches des arbres et à d'autres épiphytes. Ses tiges ne dépassent généralement pas 4 cm de diamètre et ne font que quelques mm en intérieur.
Le pothos est vendu comme « plante dépolluante » mais bien que l’absorption du formaldéhyde soit incontestable en milieu contrôlé en laboratoire, l’effet n’a pas pu être significativement établi dans les conditions réelles d’une pièce à vivre.

## Nomenclature
La première description de l’espèce a été faite par Jean Linden et Édouard André dans L’Illustration Horticole 27:69 pl. 381 en 1880, sous le nom de Pothos aureus, Pothos à feuilles dorées. Les deux auteurs sont des horticulteurs et botanistes, le premier est belge et le second français. Selon l’article cité, Linden a reçu la plante dans les îles Salomon et Edouard André en a donné la première description en latin (la diagnose). La planche accompagnant l’article montre la variété ‘Golden’ (voir l’illustration ci-contre).
En 1963, le botaniste américain spécialiste de la flore du Venezuela, George Sydney Bunting, transfère l’espèce dans le genre Epipremnum, dans un article de l’Annals of the Missouri Botanical Garden, en 1963
. Le  nom devient donc: Epipremnum aureum (Linden & André) G.S. Bunting. Le botaniste
Bunting indique « Cette espèce largement cultivée a été assignée au genre Scindapsus par Engler (Das Pflanzenreich IV 23B...1908) et a été récemment transférée à Raphidophora par Birdsey (Baileya 10 :159. 1962). [Mais] le matériel floral de cette espèce est très similaire à celui de Epipremnum pinnatum (L.) Engl. et doit être inclus dans le même genre ».
En 1978, Nicolson observe qu’il y a trop peu de différences entre E. aureum et E. pinnatum pour les considérer comme deux espèces distinctes. Il propose en conséquence de traiter E. aureum comme un cultivar de E. pinnatum - proposition non retenue.
Bien que cette plante soit très commune en culture, elle ne fleurit généralement pas que ce soit à l’état sauvage ou bien en culture (horizontalement ou verticalement). La transition florale de la croissance végétative à la croissance reproductive pourrait être défectueuse. Il a été observé que l'entrée dans le stade adulte est une condition préalable pour qu'une plante réponde aux signaux inductifs floraux. Les plantes d'E. aureum à croissance horizontale (HG) portant de petites feuilles sont considérées comme des juvéniles, tandis que les plantes à croissance verticale (VG) dont les feuilles sont plusieurs fois plus grandes sont considérées comme des adultes. Une étude chinoise récente a fait l’hypothèse qu’une carence en gibbérelline bioactif pourrait être à l’origine de la difficulté à fleurir de la plante.

## Étymologie
Le nom de genre Epipremnum est construit à partir de deux étymons grecs (romanisés) ἐπί epi « sur » et πρέμνον premnon « souche, partie inférieure du tronc », soit « sur la base du tronc » en référence à sa nature grimpante.
L’épithète spécifique aureum vient du latin aurĕus, a, um « doré, de couleur d’or »  par allusion aux mouchetures jaunes des feuilles d’une variété.

## Synonymes
D’après l’INPN, les synonymes sont
- Epipremnum pinnatum 'Aureum' Nicolson, 1978
- Pothos aureus Linden & André, 1880
- Scindapsus aureus (Linden & André) Engl., 1908
- Rhaphidophora aurea (Linden & André) Birdsey, 1963
- Epipremnum mooreense Nadeaud (pour Kew[9] c’est un synonyme basé sur un spécimen type différent).

## Dénominations vernaculaires
Dans la langue commune, il a reçu plusieurs dénominations: Pothos, Scindapsus doré, Liane du diable, Arum grimpant.
Le nom vernaculaire le plus utilisé au Québec est Pothos. Les anglophones l'ont appelé Golden pothos, Silver Vine, Money Plant, Centipede tongavine, Devil's Ivy et Solomon Islands' Ivy.
Il est parfois étiqueté à tort comme un Philodendron dans les magasins de plantes.

## Description

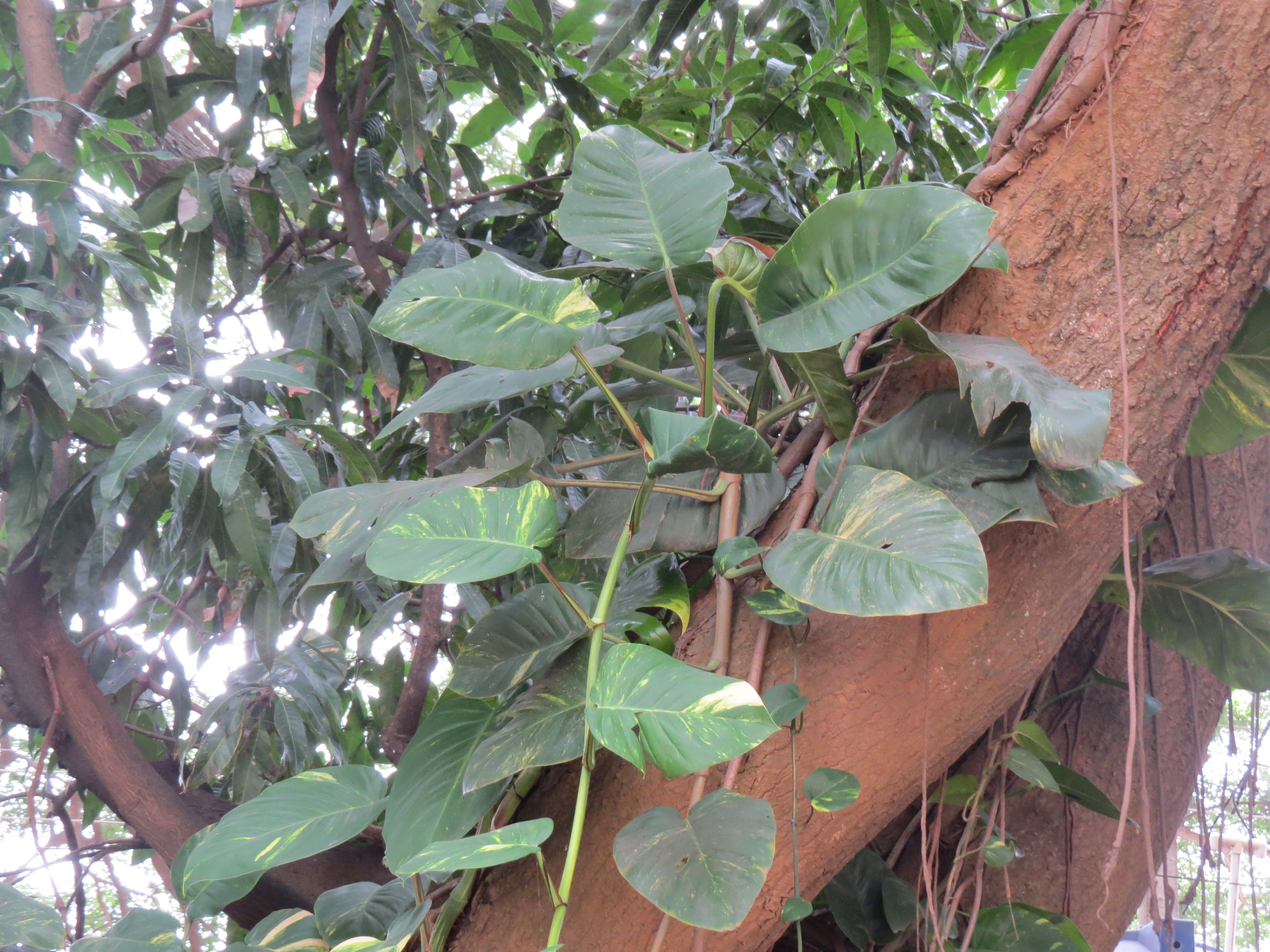
Pothos grimpant sur un arbre,
à grandes feuilles

Le pothos est une plante sempervirente, grimpante, semi-épiphyte, possédant des tiges verdâtres qui s’accrochent aux troncs d’arbre et aux rochers au moyen de racines aériennes.
Les feuilles juvéniles diffèrent des feuilles adultes (phénomène d’hétérophyllie).
Sur une plante à croissance horizontale, les petites feuilles (considérées comme juvéniles) sont en forme de cœur (ovales-cordées), longues de 5 à 20 cm, d’un vert intense, brillantes et plus ou moins panachées de jaune ou de crème.
Sur une plante à croissance verticale (le long d’un tronc d’arbre), les feuilles beaucoup plus grandes sont considérées comme adultes. Elles peuvent prendre des formes irrégulières (pinnatifides), et mesurées de 70 à 90 cm de long sur 45 cm de large. La plante peut être confondue avec d'autres espèces, comme le Monstera deliciosa et plusieurs autres espèces d'Aracées.
La tige des plantes adultes peut atteindre 10 à 12 m de long. Elles peuvent être rayées de jaune ou de blanc.
En pot, la plante peut atteindre 2 m, voire plus si elle pousse sur un support adapté, mais développe difficilement des feuilles de taille adulte. Elle est surtout cultivée en tant que plante retombante.
Les fleurs sont produites dans une spathes dont la longueur peut atteindre 15 cm.
Il est presque impossible pour l'Epipremnum aureum de fleurir dans les conditions de nos intérieurs. Sa floraison est aussi très discrète et souvent bien camouflée sous son feuillage.

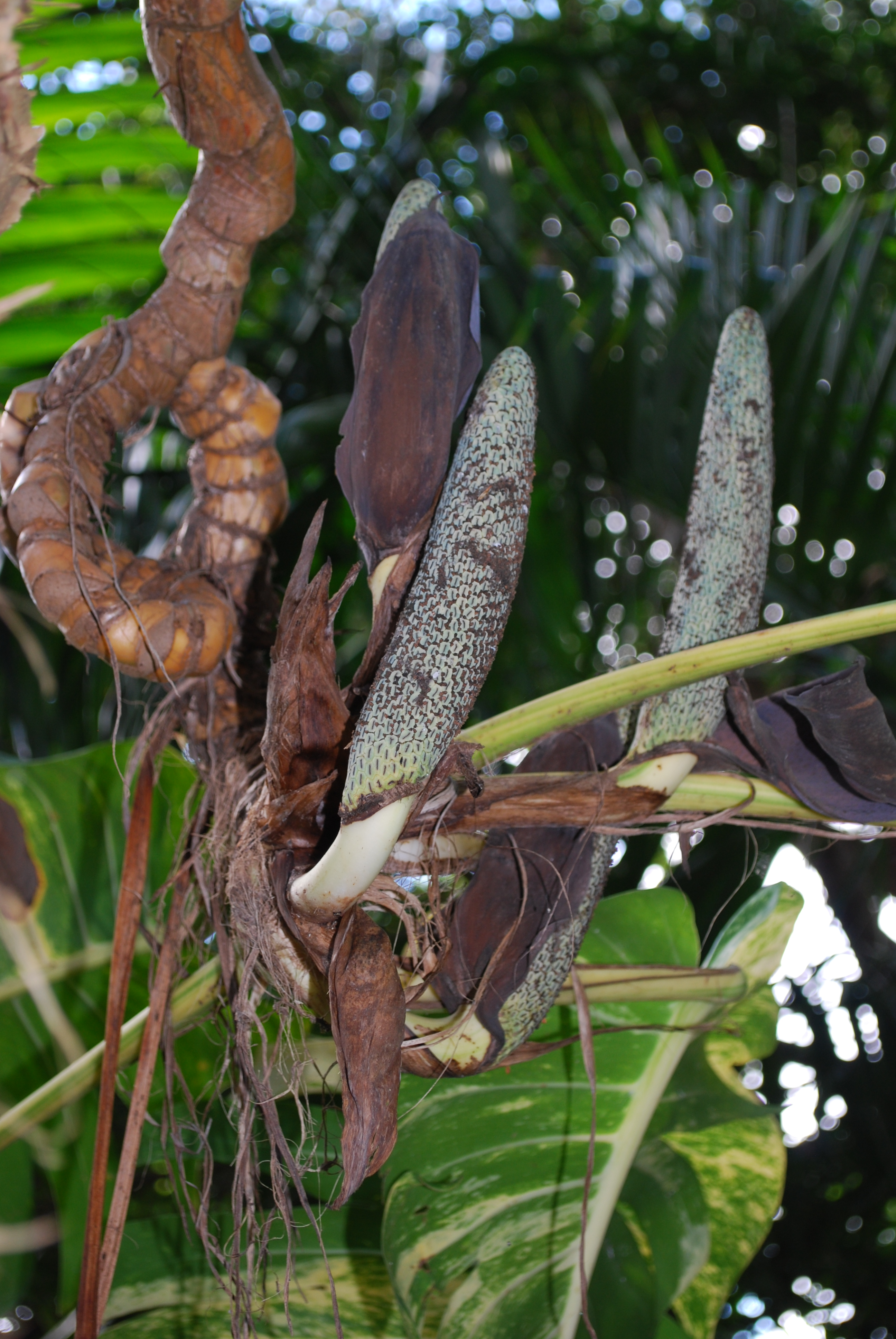
Spathes violacées et spadices
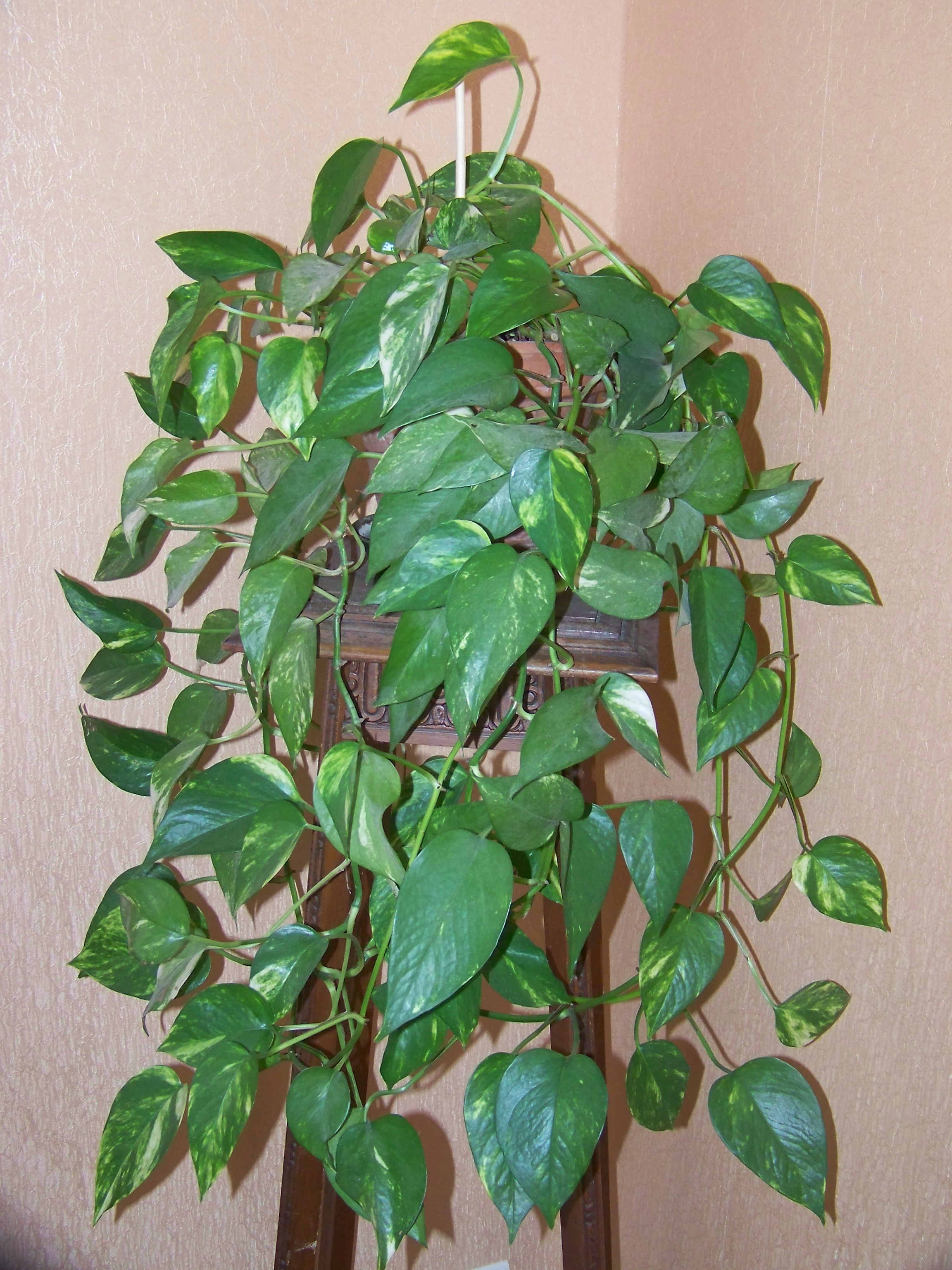
Pothos d’intérieur avec branches retombantes
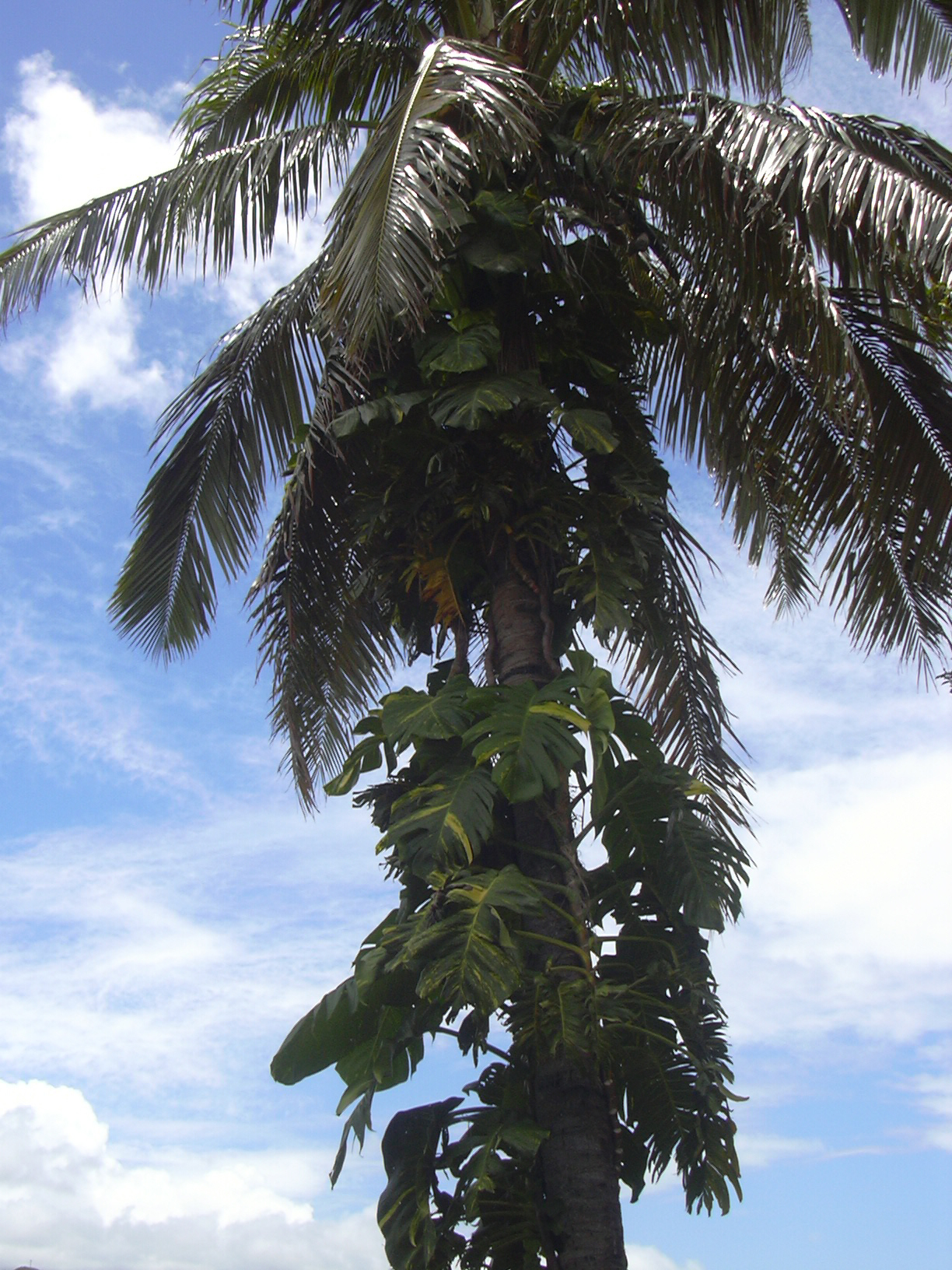
Pothos grimpant sur un cocotier (Starr, Hawaaii)
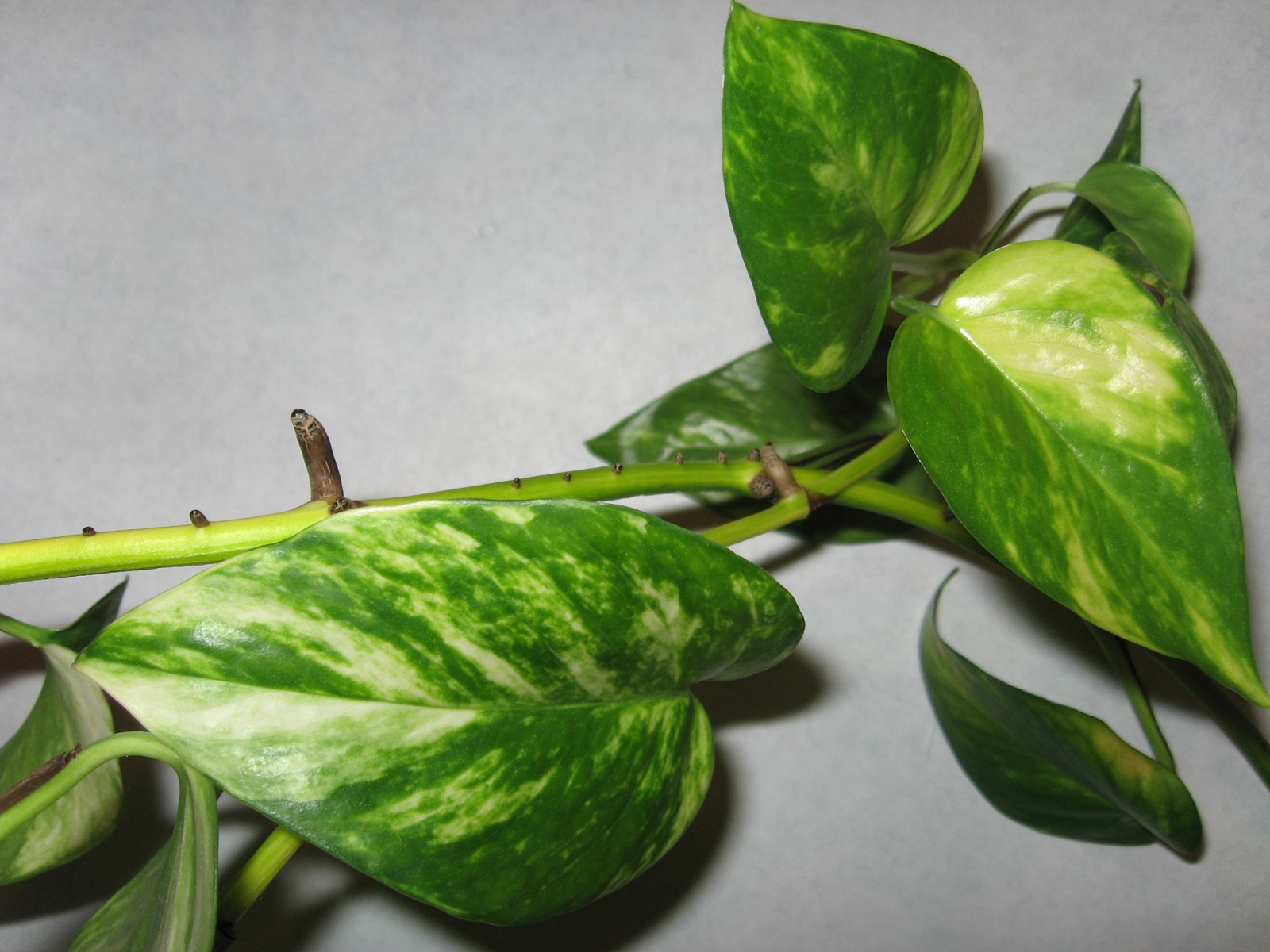
Détail d'une jeune pousse.
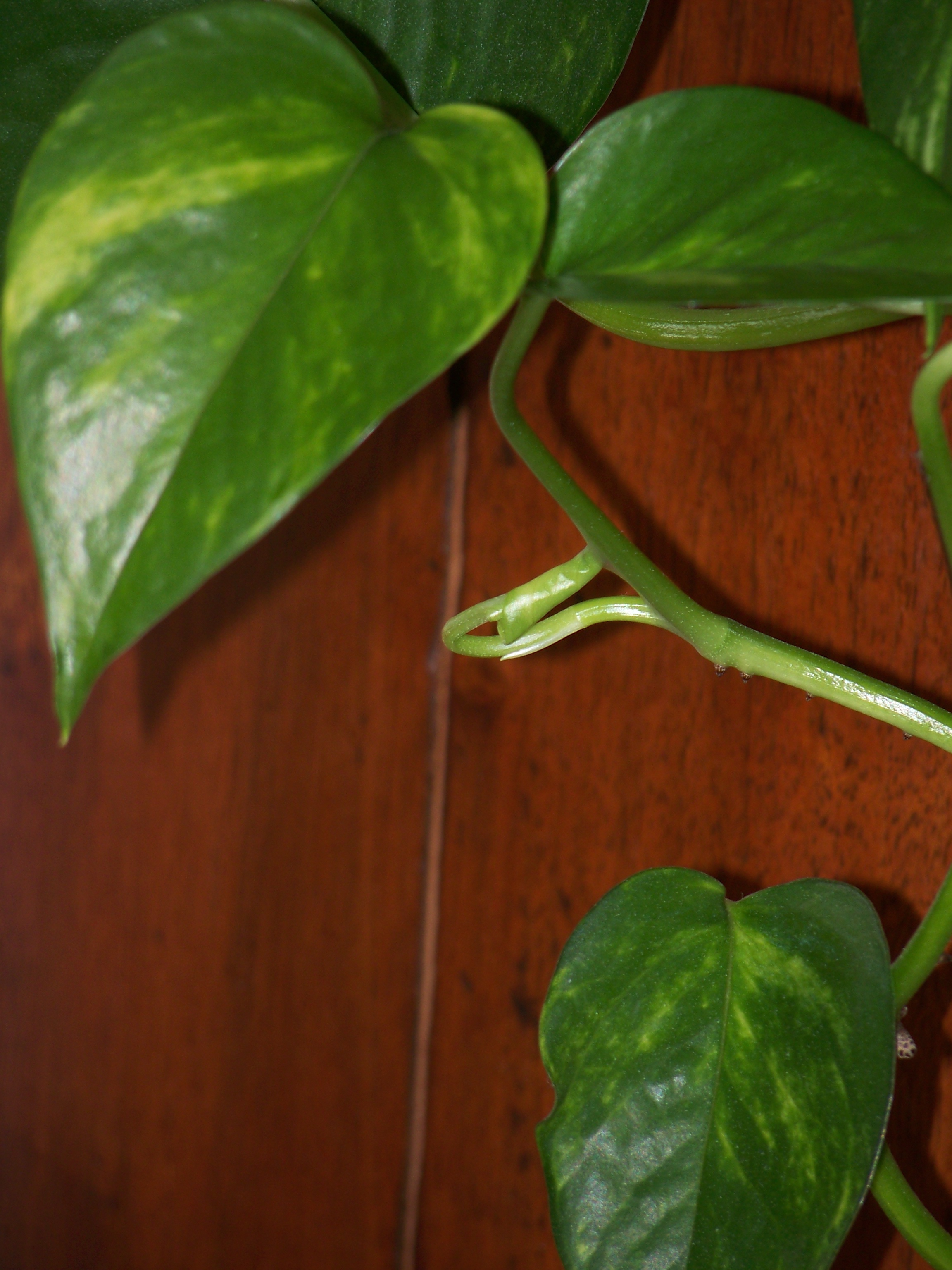
Croissance d'une jeune feuille.

Il est fréquent de confondre cet Epipremnum avec des espèces de Philodendron (de la même famille) de type liane, dont l'aspect est très proche. Ces dernières se distinguent généralement par de jeunes pousses rougeâtres et qui croissent déjà alors que la dernière feuille n'est pas encore mature et par la gaine de la feuille qui est dégagée de la tige et tombe souvent après s'être desséchée, tandis que chez le pothos elle reste solidaire de la tige de la feuille précédente, sous forme d'une bordure brune.

## Aire de répartition

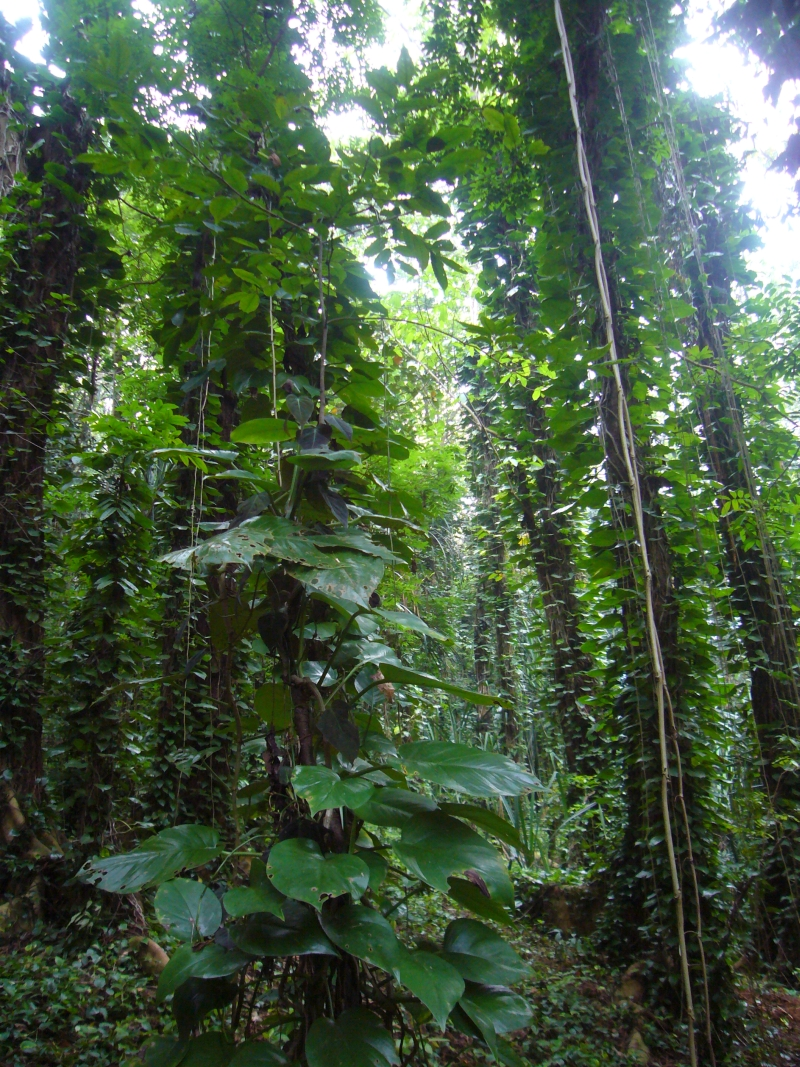
Pothos dans la forêt d'Udawatta Kele Sanctuary (Sri Lanka)

Epipremnum aureum est une plante originaire de Moorea (Archipel de la Société), selon POWO.
Cette plante grimpante pousse principalement dans le biome tropical humide. Dans l’Archipel de la Société, les lianes d'E. aureum occupent le sous-bois des forêts anthropiques; lorsque ses feuilles couvrent la voute forestière, elles rendent problématique la régénération de la forêt.
À la suite d’introduction, elle s’est naturalisée dans plusieurs régions du globe. On la trouve notamment à La Réunion ou aux Antilles françaises, grimpant le long des troncs d’arbre ; elle peut devenir envahissante à l’orée des bois méso-hygrophiles.
Elle a notamment été introduite en Amérique (Brésil, Équateur, Suriname, Trinidad-Tobago, Haïti, Costa Rica, République dominicaine, Cuba, Floride), en Afrique (Cameroun, Côte d'Ivoire, Kenya, Seychelles...), en Asie (Bangladesh, Inde, Assam, Chine, Thaïlande, Malaisie, Queensland...).

## Culture et utilisation
Le pothos fait partie des plantes d'intérieur les plus populaires. Il existe de nombreux cultivars sélectionnés pour leurs feuilles panachées de blanc, jaune ou vert clair, rustiques, capables de vivre avec une faible intensité lumineuse (c'est une plante de sous-bois qui s'épanouit sous la canopée et qui ne supporte pas un fort ensoleillement direct, qui lui brûle les feuilles).
Elle résiste à des microclimats secs et à un air relativement pollué, nécessitant peu de soins, ce pourquoi elle est notamment utilisée dans les écrans décoratifs des bureaux et de divers lieux publics.
Elle apprécie une température de 17 à 30 °C.
Il suffit de l'arroser quand le sol du pot commence à être sec au toucher. Un apport d'engrais liquide est parfois recommandé au printemps. Le rempotage est recommandé tous les deux ans, mais c'est une plante robuste qui pousse facilement en hydroponie.

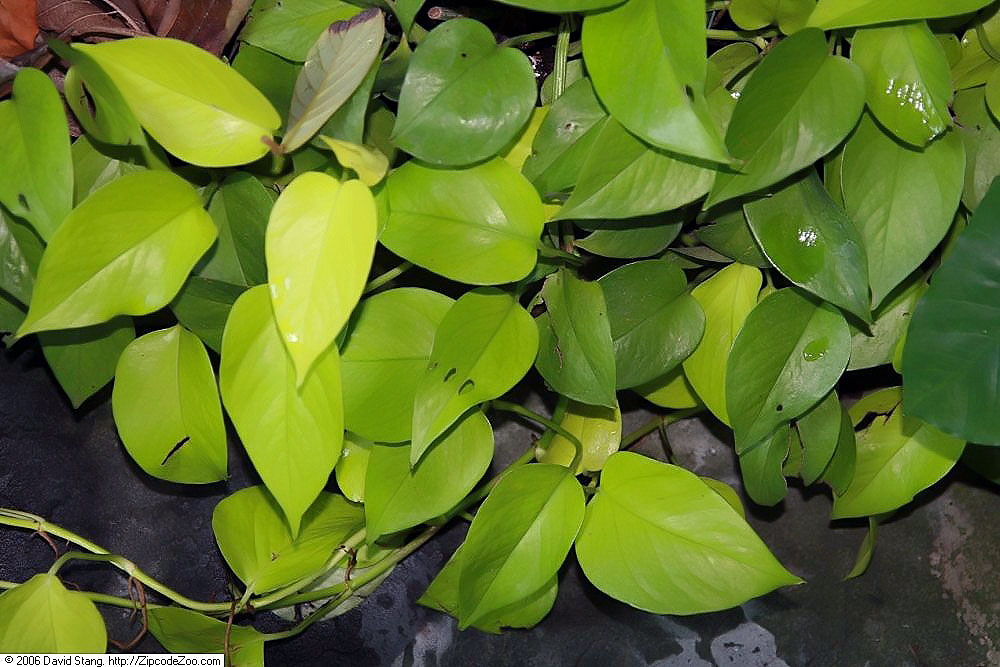
'Neon'
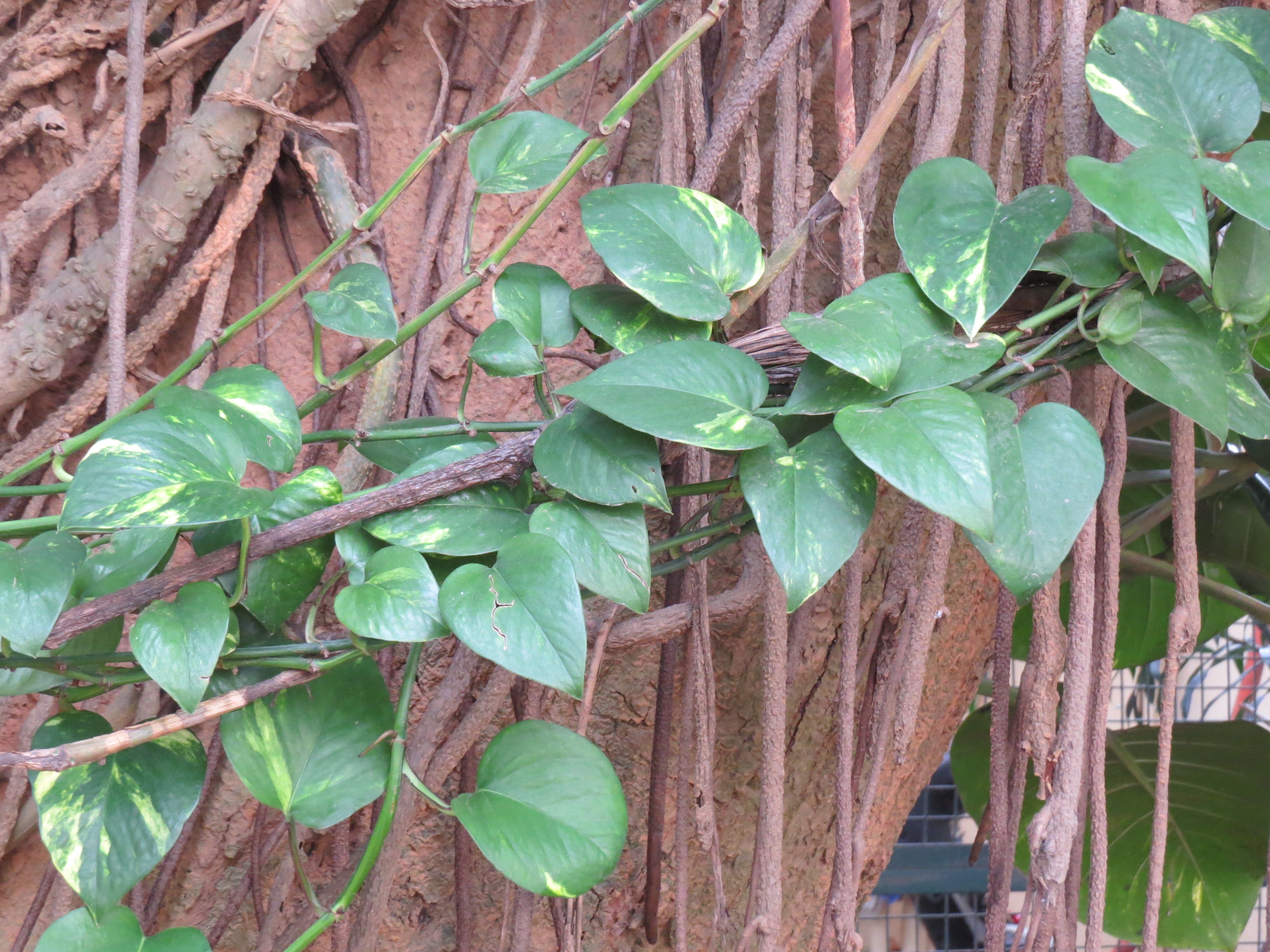
'Golden'
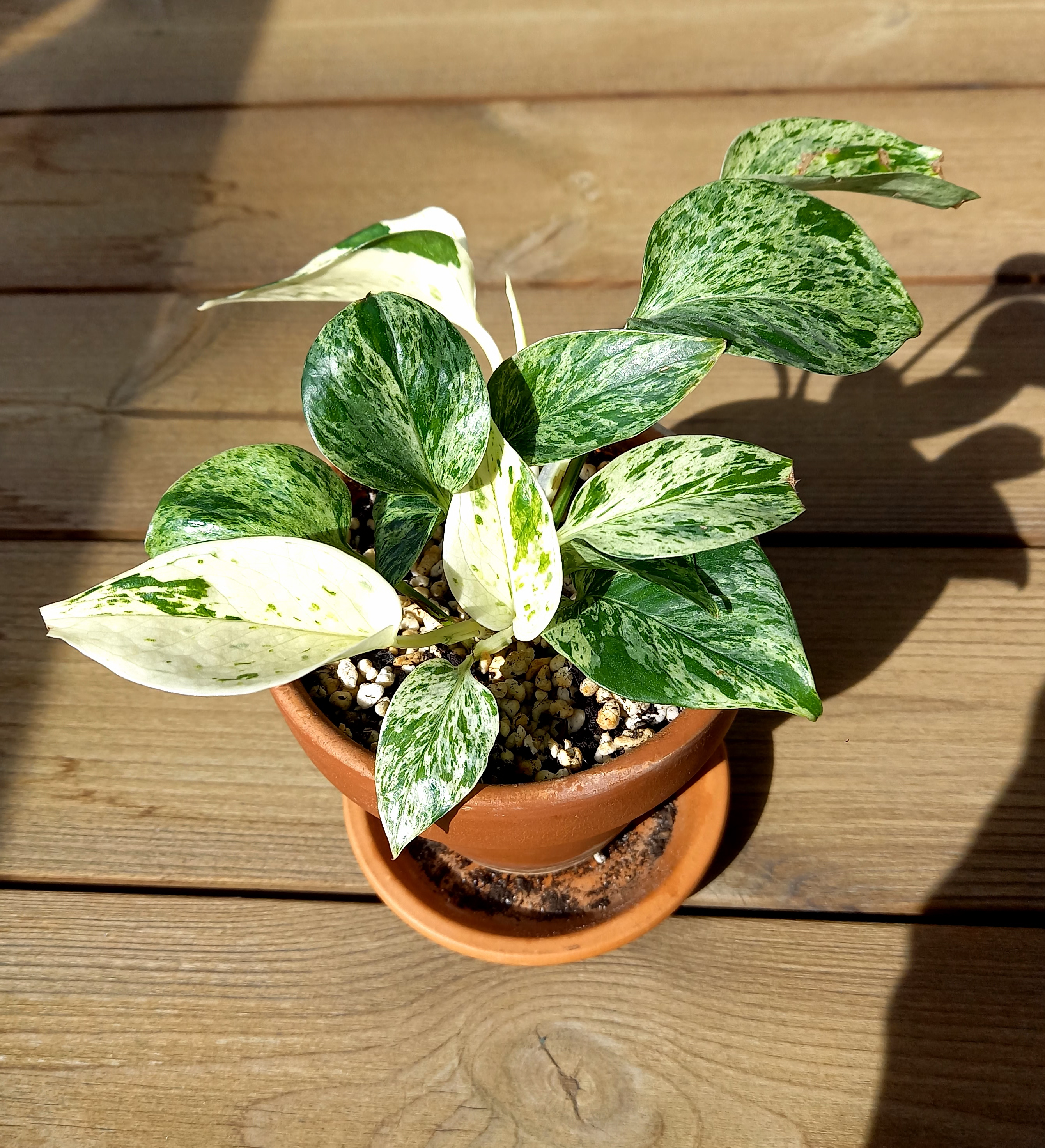
'Marble Queen'
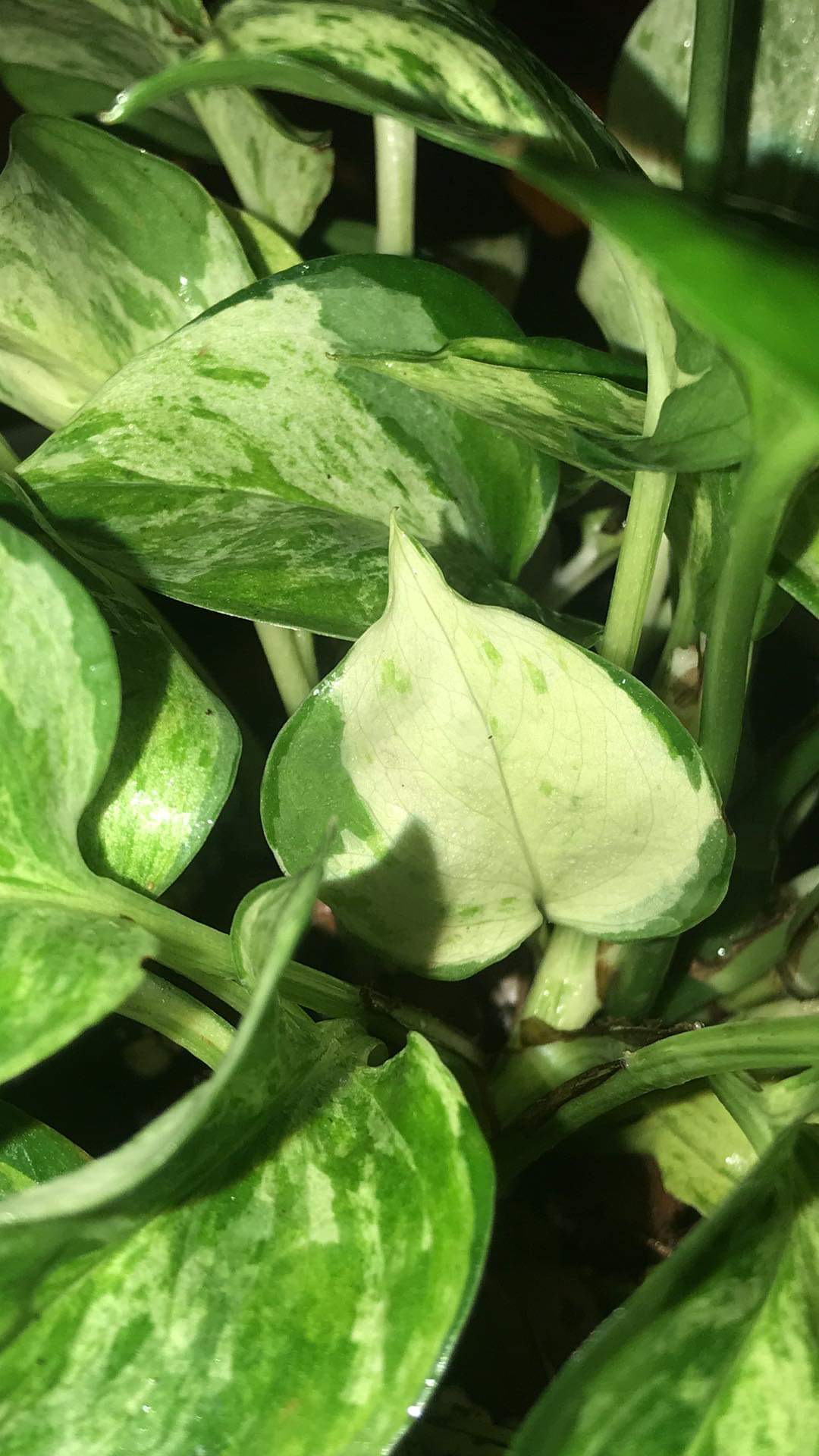
'Manjula'

Il existe plusieurs cultivars, notamment :
- 'Golden' (variété originelle): au feuillage et tiges panachés de jaune, avec une intensité variable tout dépendant de ses conditions de culture.
- 'Marble queen': au feuillage blanc crème panaché de vert. Le blanc devient grisâtre lorsque la plante manque de lumière.
- 'Snow queen': une dénomination du cultivar Marble queen, lorsque les feuilles sont de couleur vert pâle avec des marbrures sur la majorité de la plante.
- 'Jade': au feuillage vert foncé. Ce cultivar nécessite moins de lumière que tous les autres car il contient plus de chlorophylle.
- 'Neon' : au feuillage vert très pâle de couleur lime pouvant s'apparenter au jaune.
- 'Manjula': au feuilles de formes plus arrondis et aléatoires, panachés de blanc et de teintes de vert.
- 'Harlequin': une dénomination du cultivar 'Manjula', lorsque les feuilles sont presque toutes blanches (lorsque la plante reçoit une grande quantité de lumière).
- 'Pearl n'Jade:'
- 'N'joy': plus compacte avec des feuilles de plus petite taille, avec des sections de teintes de vert et de blanc.
- 'Global Green'
- 'Emerald'
- 'Jessenia'

### Toxicité, précautions
L'American Society for the Prevention of Cruelty to Animals (ASPCA) a répertorié cette plante parmi celles qui sont toxiques pour les chats ou chiens qui la mâchouilleraient, en raison de la présence d'oxalate de calcium insoluble. Des précautions doivent donc être prises pour que la plante ne soit pas  consommée par les animaux domestiques.
Les symptômes peuvent comprendre une irritation orale, des vomissements et une difficulté à avaler.

### Plante dépolluante
La capture des polluants par les plantes se fait au niveau des feuilles et au niveau des racines. La capture des polluants aériens comme les COV (composés organiques volatils, grand responsable de la pollution des intérieurs) se fait par les stomates (orifices) des feuilles ou au niveau de la cuticule des feuilles où les polluants se fixent. La capture des polluants dissous dans le sol se fait par les racines. Une fois captés, ces polluants sont métabolisés et dégradés. Ainsi, les études de l’absorption et de la transformation du formaldéhyde marqué au carbone 14C par Epipremnum aureum ont indiqué que ce composé chimique était transformé en CO2 et intégré au matériel végétal via le cycle de Calvin.
Le pothos a acquis sa réputation de « plante dépolluante » de l'air intérieur, notamment contre des polluants tels que le formaldéhyde, le xylène et le benzène, à la suite des célèbres études de Wolverton, pour le compte de la NASA dans les années 1980. Les plantes étaient exposées à des doses très élevées de polluants en milieux contrôlés pouvant mieux représenter les conditions de l’intérieur d’une capsule spatiale que l’intérieur d’une habitation actuelle.
Au XXIe siècle, le pothos fait en effet partie des plantes qui ont été testées comme plante dépolluante en conditions contrôlées en France par le programme Phyt'air. Il absorbe activement le benzène, le toluène, le monoxyde de carbone et le formaldéhyde,. Le monoxyde de carbone (CO) diminue en plus forte proportion comparée aux deux autres polluants étudiés, le benzène et le formaldéhyde. L’efficacité de l’épuration peut être toutefois diminuée par une baisse de la température ambiante et une augmentation de l’humidité.
PHYTAIR dans sa dernière phase a testé les capacités d’épuration des plantes en jardinière dans des conditions réelles d’exposition notamment en termes de ventilation d’une pièce. L’ensemble des essais réalisées avec des sources multiples (comme chauffage d’appoint, bâton d’encens, parquet en pin) ne permet pas de conclure quant à une potentielle efficacité des plantes sur l’élimination des polluants.
L'Agence de l'environnement et de la maîtrise de l'énergie (ADEME) considère en 2011 que l'argument « plantes dépolluantes » n'est pas validé scientifiquement au regard des niveaux de pollution généralement rencontrés dans les habitations et des nouvelles connaissances scientifiques dans le domaine.
Toutefois, selon les résultats de 2012 du programme phyt'air, en conditions expérimentales, et aux doses habituelles de benzène ou formaldéhyde, ce sont essentiellement les micro-organismes (bactéries, champignons) du sol qui épureraient l'air, la plante jouant néanmoins un rôle important, puisqu'un substrat ayant contenu un Epipremmum se montre plus performant pour épurer l'air que s'il n'en a pas contenu.
Une étude portant sur 13 plantes ornementales a montré leurs capacités différentes à réduire la concentration de formaldéhyde dans une enceinte expérimentale. Les trois plantes les plus efficaces sont Syngonium podophyllum Schott, Pandanus veitchii Hort., et Dieffenbachia picta Lodd., qui sont capables d’absorber plus de 2 mg/m2 de surface foliaire, par contre Epipremnum aureum fait partie du groupe qui a absorbé 1 à 2 mg de formaldéhyde par m2 de surface foliaire. Les feuilles des plantes purifient principalement le formaldéhyde à travers les stomates sur les feuilles: la molécule est convertie en substances non toxiques via des réactions d'oxydo-réduction.

#### Bases de référence
- (en) BioLib : Epipremnum aureum  (Linden & André) G.S. Bunting (consulté le 22 mars 2017)
- (en) Catalogue of Life : Epipremnum aureum (Linden & André) G.S.Bunting (consulté le 16 décembre 2020)
- (en) Flora of Pakistan : Epipremnum aureum  (consulté le 22 mars 2017)
- (en) GRIN : espèce Epipremnum aureum  (Linden & André) G. S. Bunting (consulté le 22 mars 2017)
- (fr + en) ITIS : Epipremnum aureum  (Linden & André) Bunting (Nom accepté: Epipremnum pinnatum  (L.) Engl.) Non valide (consulté le 22 mars 2017)
- (fr + en) ITIS : Epipremnum pinnatum  (L.) Engl. (consulté le 22 mars 2017)
- (en) World Checklist of Selected Plant Families (WCSP) : Epipremnum aureum  (Linden & André) G.S.Bunting (1964)  (consulté le 22 mars 2017)
- (en) NCBI : Epipremnum aureum (taxons inclus) (consulté le 22 mars 2017)
- (en) The Plant List : Epipremnum aureum (Linden & André) G.S.Bunting  (source : KewGarden WCSP) (consulté le 22 mars 2017)
- (en) Tropicos : Epipremnum aureum (Linden & André) G.S. Bunting (Syn. Epipremnum pinnatum  (L.) Engl.)  (+ liste sous-taxons) (consulté le 22 mars 2017)

#### Autres liens externes
- Jardin botanique de Montréal, affichage de Epipremnum
- Le Guide des Plantes d'Intérieur
- (en) Pothos (Epipremnum aureum)